# League Cup 2012/13
Der League Cup 2012/13 war die 53. Austragung des League Cups, auch bekannt als Capital One Cup. Das Turnier begann mit 92 Vereinen.
Der Wettbewerb startete am 11. August 2012 mit der ersten Runde und endet mit dem Finale im Wembley-Stadion in London am 24. Februar 2013.

## Erste Runde
Die Auslosung für die erste Runde fand am 14. Juni 2012 statt. Die Bolton Wanderers und Blackburn Rovers waren die einzigen Teams aus der Football League, die erst in der zweiten Runde ins Turnier einstiegen, da sie die zwei bestplatzierten Teams der letzten Saison waren. Die anderen 70 Teams der Football League mussten bereits in der ersten Runde antreten.
|                         | Ergebnis              |                        | Zuschauer |
| ----------------------- | --------------------- | ---------------------- | --------- |
| AFC Rochdale            | 3:4 n. V.             | FC Barnsley            | 2.709     |
| Notts County            | 0:1 n. V.             | Bradford City          | 3.406     |
| Hull City               | 1:1 (7:6 i. E.)       | Rotherham United       | 6.569     |
| Carlisle United         | 1:0                   | Accrington Stanley     | 2.924     |
| Doncaster Rovers        | 1:1 (4:2 i. E.)       | York City              | 4.937     |
| Crewe Alexandra         | 5:0                   | Hartlepool United      | 2.501     |
| FC Bury                 | 1:2                   | FC Middlesbrough       | 2.964     |
| Sheffield United        | 2:2 (4:5 i. E.)       | Burton Albion          | 7.073     |
| Leeds United            | 4:0                   | Shrewsbury Town        | 18.194    |
| Cheltenham Town         | 1:1 (3:5 i. E.)       | Milton Keynes Dons     | 1.660     |
| Wolverhampton Wanderers | 1:1 (7:6 i. E.)       | Aldershot Town         | 11.555    |
| FC Walsall              | 1:0                   | FC Brentford           | 2.248     |
| FC Watford              | 1:0 n. V.             | Wycombe Wanderers      | 5.343     |
| FC Blackpool            | 1:2                   | FC Morecambe           | 6.083     |
| Fleetwood Town          | 0:1                   | Nottingham Forest      | 3.611     |
| Preston North End       | 2:0                   | Huddersfield Town      | 5.500     |
| Oldham Athletic         | 2:4                   | Sheffield Wednesday    | 3.474     |
| Derby County            | 5:5 n. V. (6:7 i. E.) | Scunthorpe United      | 4.724     |
| Port Vale               | 1:3                   | FC Burnley             | 4.055     |
| FC Chesterfield         | 1:2 n. V.             | Tranmere Rovers        | 3.088     |
| Ipswich Town            | 3:1                   | Bristol Rovers         | 8.645     |
| FC Stevenage            | 3:1                   | AFC Wimbledon          | 2.018     |
| Exeter City             | 1:2                   | Crystal Palace         | 3.650     |
| Yeovil Town             | 3:0                   | Colchester United      | 1.907     |
| Birmingham City         | 5:1                   | FC Barnet              | 9.905     |
| Bristol City            | 1:2                   | FC Gillingham          | 4.339     |
| Northampton Town        | 2:1                   | Cardiff City           | 2.819     |
| Plymouth Argyle         | 3:0                   | FC Portsmouth          | 5.318     |
| FC Millwall             | 2:2 (1:4 i. E.)       | Crawley Town           | 4.050     |
| Torquay United          | 0:4                   | Leicester City         | 3.367     |
| Dagenham & Redbridge    | 0:1                   | Coventry City          | 1.904     |
| Peterborough United     | 4:0                   | Southend United        | 3.225     |
| Swindon Town            | 3:0                   | Brighton & Hove Albion | 5.737     |
| Charlton Athletic       | 1:1 (3:4 i. E.)       | Leyton Orient          | 5.914     |
| Oxford United           | 0:0 (5:3 i. E.)       | AFC Bournemouth        | 3.788     |

## Zweite Runde
In der zweiten Runde stiegen die 13 Premier-League-Vereine ein, die sich in der letzten Saison nicht für einen europäischen Wettbewerb qualifizieren konnten.
|                     | Ergebnis        |                         | Zuschauer |
| ------------------- | --------------- | ----------------------- | --------- |
| Preston North End   | 4:1             | Crystal Palace          | 5.194     |
| FC Watford          | 1:2             | Bradford City           | 5.560     |
| Swansea City        | 3:1             | FC Barnsley             | 9.025     |
| Yeovil Town         | 2:4             | West Bromwich Albion    | 6.228     |
| Coventry City       | 3:2 n. V.       | Birmingham City         | 10.859    |
| West Ham United     | 2:0             | Crewe Alexandra         | 18.053    |
| Doncaster Rovers    | 3:2             | Hull City               | 4.703     |
| Carlisle United     | 2:1 n. V.       | Ipswich Town            | 3.296     |
| FC Reading          | 3:2             | Peterborough United     | 7.262     |
| Sheffield Wednesday | 1:0             | FC Fulham               | 14.177    |
| Leicester City      | 2:4             | Burton Albion           | 8.560     |
| FC Burnley          | 1:1 (3:2 i. E.) | Plymouth Argyle         | 4.119     |
| Queens Park Rangers | 3:0             | FC Walsall              | 6.129     |
| FC Stevenage        | 1:4             | FC Southampton          | 3.062     |
| Nottingham Forest   | 1:4             | Wigan Athletic          | 7.545     |
| Stoke City          | 3:4 n. V.       | Swindon Town            | 9.147     |
| Aston Villa         | 3:0             | Tranmere Rovers         | 15.319    |
| Crawley Town        | 2:1             | Bolton Wanderers        | 2.678     |
| FC Gillingham       | 0:2             | FC Middlesbrough        | 5.146     |
| Milton Keynes Dons  | 2:1             | Blackburn Rovers        | 5.873     |
| Leeds United        | 3:0             | Oxford United           | 13.713    |
| AFC Sunderland      | 2:0             | FC Morecambe            | 22.871    |
| Norwich City        | 2:1             | Scunthorpe United       | 13.116    |
| FC Everton          | 5:0             | Leyton Orient           | 24.124    |
| Northampton Town    | 1:3             | Wolverhampton Wanderers | 3.758     |

## Dritte Runde
Ab der dritten Runde mussten auch die sieben Vereine antreten, die sich für die laufende Saison für die europäischen Wettbewerbe qualifiziert hatten.
|                      | Ergebnis  |                         | Zuschauer |
| -------------------- | --------- | ----------------------- | --------- |
| Swindon Town         | 3:1       | FC Burnley              | 7.353     |
| West Ham United      | 1:4       | Wigan Athletic          | 25.934    |
| Leeds United         | 2:1       | FC Everton              | 21.164    |
| Preston North End    | 1:3       | FC Middlesbrough        | 4.959     |
| FC Southampton       | 2:0       | Sheffield Wednesday     | 9.890     |
| FC Chelsea           | 6:0       | Wolverhampton Wanderers | 32.569    |
| Crawley Town         | 2:3       | Swansea City            | 3.963     |
| Bradford City        | 3:2 n. V. | Burton Albion           | 4.178     |
| Manchester City      | 2:4       | Aston Villa             | 28.015    |
| Milton Keynes Dons   | 0:2       | AFC Sunderland          | 10.489    |
| Manchester United    | 2:1       | Newcastle United        | 46.389    |
| Queens Park Rangers  | 2:3       | FC Reading              | 11.562    |
| Norwich City         | 1:0       | Doncaster Rovers        | 13.902    |
| West Bromwich Albion | 1:2       | FC Liverpool            | 21.164    |
| FC Arsenal           | 6:1       | Coventry City           | 58.351    |
| Carlisle United      | 0:3       | Tottenham Hotspur       | 12.625    |

## Achtelfinale
|                | Ergebnis        |                   | Zuschauer |
| -------------- | --------------- | ----------------- | --------- |
| Swindon Town   | 2:3             | Aston Villa       | 14.434    |
| Wigan Athletic | 0:0 (2:4 i. E.) | Bradford City     | 11.777    |
| Leeds United   | 3:0             | FC Southampton    | 17.002    |
| FC Reading     | 5:7 n. V.       | FC Arsenal        | 23.980    |
| AFC Sunderland | 0:1             | FC Middlesbrough  | 32.535    |
| FC Chelsea     | 5:4 n. V.       | Manchester United | 41.126    |
| Norwich City   | 2:1             | Tottenham Hotspur | 16.465    |
| FC Liverpool   | 1:3             | Swansea City      | 37.521    |

## Viertelfinale
|               | Ergebnis        |                  | Zuschauer |
| ------------- | --------------- | ---------------- | --------- |
| Norwich City  | 1:4             | Aston Villa      | 26.142    |
| Bradford City | 1:1 (3:2 i. E.) | FC Arsenal       | 23.971    |
| Swansea City  | 1:0             | FC Middlesbrough | 15.048    |
| Leeds United  | 1:5             | FC Chelsea       | 33.816    |

## Halbfinale
Die Halbfinal-Begegnungen fanden im Januar statt. Das Halbfinale war die erste und einzige Runde, die mit Hin- und Rückspiel ausgetragen wurde.
|               | Gesamt |              | Hinspiel | Rückspiel |
| ------------- | ------ | ------------ | -------- | --------- |
| Bradford City | 4:3    | Aston Villa  | 3:1      | 1:2       |
| FC Chelsea    | 0:2    | Swansea City | 0:2      | 0:0       |

## Finale
| Bradford City                                             | Bradford City | Swansea City | Swansea City | Aufstellung                                  |
| --------------------------------------------------------- | --- | --- | ------------ | -------------------------------------------- |
| Bradford City                                             | \| 24. Februar 2013 um 16:00 Uhr in London (Wembley-Stadion) \| \| Ergebnis: 0:5 (0:2) \| \| Zuschauer: 82.597 \| \| Schiedsrichter: Kevin Friend \|                                                                                            | \| 24. Februar 2013 um 16:00 Uhr in London (Wembley-Stadion) \| \| Ergebnis: 0:5 (0:2) \| \| Zuschauer: 82.597 \| \| Schiedsrichter: Kevin Friend \| | Swansea City | Aufstellung Bradford City gegen Swansea City |
| Bradford City                                             | Matt Duke – Stephen Darby, Rory McArdle, Carl McHugh, Curtis Good (46. Andrew Davies) – Garry Thompson (73. Zavon Hines), Gary Jones , Nathan Doyle, Will Atkinson – James Hanson, Nahki Wells (56. Jon McLaughlin) Cheftrainer: Phil Parkinson | Gerhard Tremmel – Àngel Rangel, Ki Sung-yong (62. Garry Monk), Ashley Williams , Ben Davies (84. Dwight Tiendalli) – Leon Britton, Jonathan de Guzmán, Nathan Dyer (77. Roland Lamah), Pablo Hernández Domínguez, Wayne Routledge – Michu Cheftrainer: Michael Laudrup ( Dänemark) | Swansea City | Aufstellung Bradford City gegen Swansea City |
| Bradford City                                             | 0:1 Nathan Dyer (16.) 0:2 Michu (40.) 0:3 Nathan Dyer (47.) 0:4 Jonathan de Guzmán (59., FE) 0:5 Jonathan de Guzmán (90.) | | Swansea City | Aufstellung Bradford City gegen Swansea City |
| Bradford City                                             | Ki Sung-yong (38.) | | Swansea City | Aufstellung Bradford City gegen Swansea City |
| Bradford City                                             | Matt Duke (56.) | | Swansea City | Aufstellung Bradford City gegen Swansea City |
| Bradford City                                             | Spieler des Spiels: Nathan Dyer (Swansea City) | | Swansea City | Aufstellung Bradford City gegen Swansea City |
| 24. Februar 2013 um 16:00 Uhr in London (Wembley-Stadion) | | |              |                                              |
| Ergebnis: 0:5 (0:2)                                       | | |              |                                              |
| Zuschauer: 82.597                                         | | |              |                                              |
| Schiedsrichter: Kevin Friend                              | | |              |                                              |